# Avstaliniseringen
Avstaliniseringen kallas de politiska reformer i Sovjetunionen som påbörjades kort efter att Josef Stalin avlidit den 5 mars 1953, och som syftade till att avveckla det stalinistiska systemet och åtgärda Stalintidens mest repressiva element. Ett annat ord med liknande innebörd är "töväder". Avstaliniseringen utformades och leddes av den efterträdande partiledaren Nikita Chrusjtjov.

## Bakgrund
Stalintiden hade dominerats av hög centralstyrning. Efter andra världskriget var situationen dålig för den sovjetiska befolkningen, jordbruket hade svårt att producera mat åt den växande befolkningen, bostäderna var hälsovådliga, varor och service för konsumenterna var av dålig kvalitet eller fanns inte alls att tillgå, allmänna transporter var opålitliga och överfulla, de sammanlagda bristerna gjorde att arbetarna inte kunde arbeta produktivt och ledde till oroligheter inom den sovjetiska inflytandesfären. Stalin som låtit centrera allt mer makt kring sig själv lämnade ett stort politiskt tomrum efter sig som inte lät sig fyllas. Ingen inom systemet ville möjliggöra att någon annan fick den enväldiga makt som Stalin haft och därför tog en så kallad "trojka", ett kollektivt ledarskap bestående av tre ledare, över år 1953.

## Reformer
Vid Nikita Chrusjtjovs tillträde som Sovjetunionens kommunistiska partis förstesekreterare år 1953 började en ny agenda ta form. Vid ett hemligt tal vid den 20:e partikongressen (24–25 februari) år 1956 talade Chrusjtjov till åhörarnas stora chock i fördömande ordalag om Josef Stalins styre. I talet anklagade Chrusjtjov Stalin för att ha brutit mot flera partiprinciper såsom partidemokratin och revolutionär legalitet. Hård kritik framfördes även mot den personkult som funnits runt om honom och den terror som Stalin dikterat ut inom Sovjetunionen sedan 1930-talet (Stora utrensningen). Det var första gången någon öppet kritiserade det stalinistiska styret på ett sådant sätt, något som var helt otänkbart medan han fortfarande var i livet.
Chrusjtjov förespråkade ett mer mångfasetterat styre där bland annat de sovjetiska så kallade satellitstaterna fick ett större utrymme för självstyre, något som ledde till mindre upplopp och oroligheter, bland annat Ungernrevolten 1956. Upplopp förekom också i arbetslägren efter att deras lokala ledningar fråntogs mycket makt. En del litteratur som under Stalintiden varit förbjuden började tryckas, bland annat Alexandr Solzjenitsyns fängelseroman En dag i Ivan Denisovitjs liv. Otaliga personer som försvunnit eller dömts till döden under Stalin rehabiliterades postumt.

### Gulag
Några av de mest radikala reformerna rörde systemet av stora arbetsläger, Gulag, som var en viktig del av den dåtida sovjetiska ekonomin och rättsväsendet. Levnadsförhållandena i dessa förbättrades under avstaliniseringen, t.ex. fick fångar ha brevkorrespondens med familjen och ta emot kläder. Storleken och antalet arbetsläger skars ned kraftigt. Vid Josef Stalins död var uppemot 2,5 miljoner sovjetmedborgare och över 1,5 miljoner krigsfångar huserade i arbetsläger. Genom en amnesti år 1953 frisläpptes alla krigsfångar och alla medborgare förutom de som var dömda till mer än 5 års straffarbete eller för politiska brott.
Under våren och sommaren av 1956 började en del politiska fångar släppas ur sina fångenskap, dessa var bland annat fångar som suttit fängslade sedan oktoberrevolutionen 1917 såsom mensjeviker och socialistrevolutionärer.

### Namnbyten och referenser till Stalin
Många orter och gator som namngivits efter Josef Stalin återfick sina tidigare namn. Exempel är staden Stalin i Bulgarien som 1956 bytte tillbaka sitt gamla namn Varna. 1961 döptes Stalingrad om till Volgograd, paradgatan Stalinallee i Östberlin till Karl-Marx-Allee och Stalinabad i Tadzjikiska SSR återfick sitt gamla namn Dusjanbe.
Alla referenser till Stalin i Sovjetunionens nationalsång togs bort men den nya versionen antogs inte officiellt förrän år 1977.